# 2021年中華民國全國性公民投票
2021年中華民國全國性公民投票為中華民國臺澎金馬境內，依據《公民投票法》於2021年12月18日舉行之全國性公民投票，又稱四大公投。
根據依2019年7月立法院修訂版本新增公民投票日，使公投與大選脫鉤，因此並無與任何選舉同時舉辦投票。这是自2017年12月《公民投票法》修法降低公投門檻以来的第二次公投，也是2019年6月新增公民投票日後首次公投。截至2021年5月27日中央選舉委員會所公告成案之全國性公民投票案數量為4案，議題涵蓋環保、能源、食安與國際貿易及公投機制等。
本次公投原定按照《公民投票法》規定，於2021年8月第四個星期六，即8月28日舉行，但由於嚴重特殊傳染性肺炎疫情影響，於7月2日宣布延期至2021年12月18日舉行。本次公投的通過門檻為495萬6367張同意票，且同意票要高於不同意票。此外，新竹市地方性公民投票─廢污水回收公民投票與本次全國性公投合併舉行。12月18日，最終公投結果有效同意票皆未多於不同意票，四項議題全數不通過。

## 背景
依2017年12月立法院修訂版本，提案門檻須達到總統副總統選舉人總數1/10000，連署門檻是1.5％；通過門檻則是選舉人總數1/4，且有效同意票超過不同意票。2019年6月17日，立法院三讀通過修正《公民投票法》部分條文，明列自2021年起，8月第4個星期六訂為公投日，每2年舉行一次。
因此案被在野黨認為是由執政黨強行通過的，最大在野黨中國國民黨因此之後提出案19，希望公民投票能夠綁大選。
另一方面，執政的民主進步黨認為一年前的九合一選舉公投有十案，造成全台許多投票所大排長龍、大塞車，引發「公投亂象」，因此才對公投法再度修正。
成立的四案中，全部都與政府已實行政策有關，皆與政府現行政策相反，且有一半皆與現行能源政策相關。案20有關於第三天然氣接收站遷離大潭藻礁等能源議題獲得部分在野黨支持及執政黨、台灣基進的反對，而案18和案19有關於美國含萊克多巴胺豬肉進口及公投綁大選議題也與執政黨、台灣基進的立場相反。

## 政府現行政策

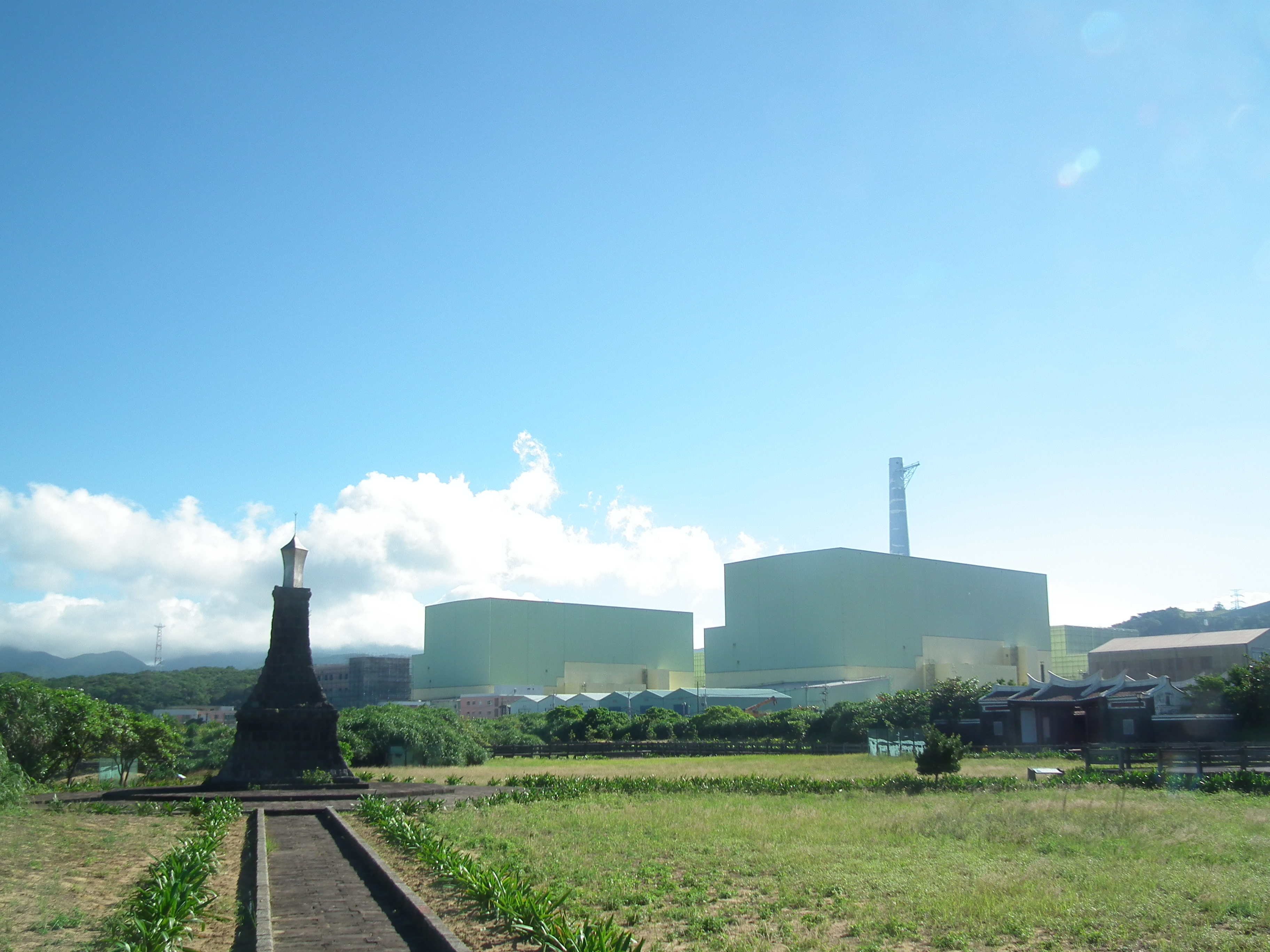
現今位於新北市貢寮區的龍門核能發電廠，又稱第四核能發電廠，從未啟用。

### 能源政策

#### 關於核能
依經濟部公告，政府目前能源轉型朝向「展綠、增氣、減煤、非核」的目標。在綠能方面，政府推廣並擴大再生能源的使用，推動太陽光電及風力發電，目標於2025年讓再生能源發電占總體發電量20%。另一方面，政府預計逐年將燃煤機組除役，改建為燃氣機組，並且執行「非核家園」政策，在2025年前將台灣所剩的核電廠全數除役。相較於政府的反核立場，於2018年全國性公民投票的案16以核養綠公投，有關於廢除電業法第95條第1項「核能發電設備應於中華民國一百十四年以前，全部停止運轉」之條文，以近六成的公投票壓倒性通過。當時，正方認為核能便宜，平均一度電發電成本最低，且認為蘭嶼核廢料場輻射值比台北火車站還低、台灣核電廠蓋在岩盤上且通過921考驗，安全無虞，加上低碳排、零空污、對生態的衝擊遠低於燃氣發電及燃煤發電。而反方認為核電廠無法回收運轉成本，核電並不便宜，且311福島核災災情慘重，因此在能源轉型的過程中應該最該先被淘汰。 
2018年全國性公民投票時投票的案16以核養綠公投通過之後，行政院認為雖然相關法條訂定的目標在法律上刪除，但是此公投案並未限制政府延續非核家園政策，且核一、核二與核三廠申請延役時間點已過，因此不影響政府2025非核家園的目標。同日，「以核養綠」團隊表示若不滿意於政府的回應將發起重啟核四公投。原本，核四商轉公投可能與2020年總統副總統及立法委員選舉同時舉辦，但是此案因立法院修訂《公民投票法》確定會於2021年的公投舉行投票。2019年3月4日，黃士修領銜提出「您是否同意核四啟封商轉發電？」全國性公民投票案，檢具主文、理由書及提案人名冊至中選會。同年12月，中選會公告核四商轉公投達法定門檻，正式成案，將於2021年的公投登場。

#### 關於第三天然氣接收站

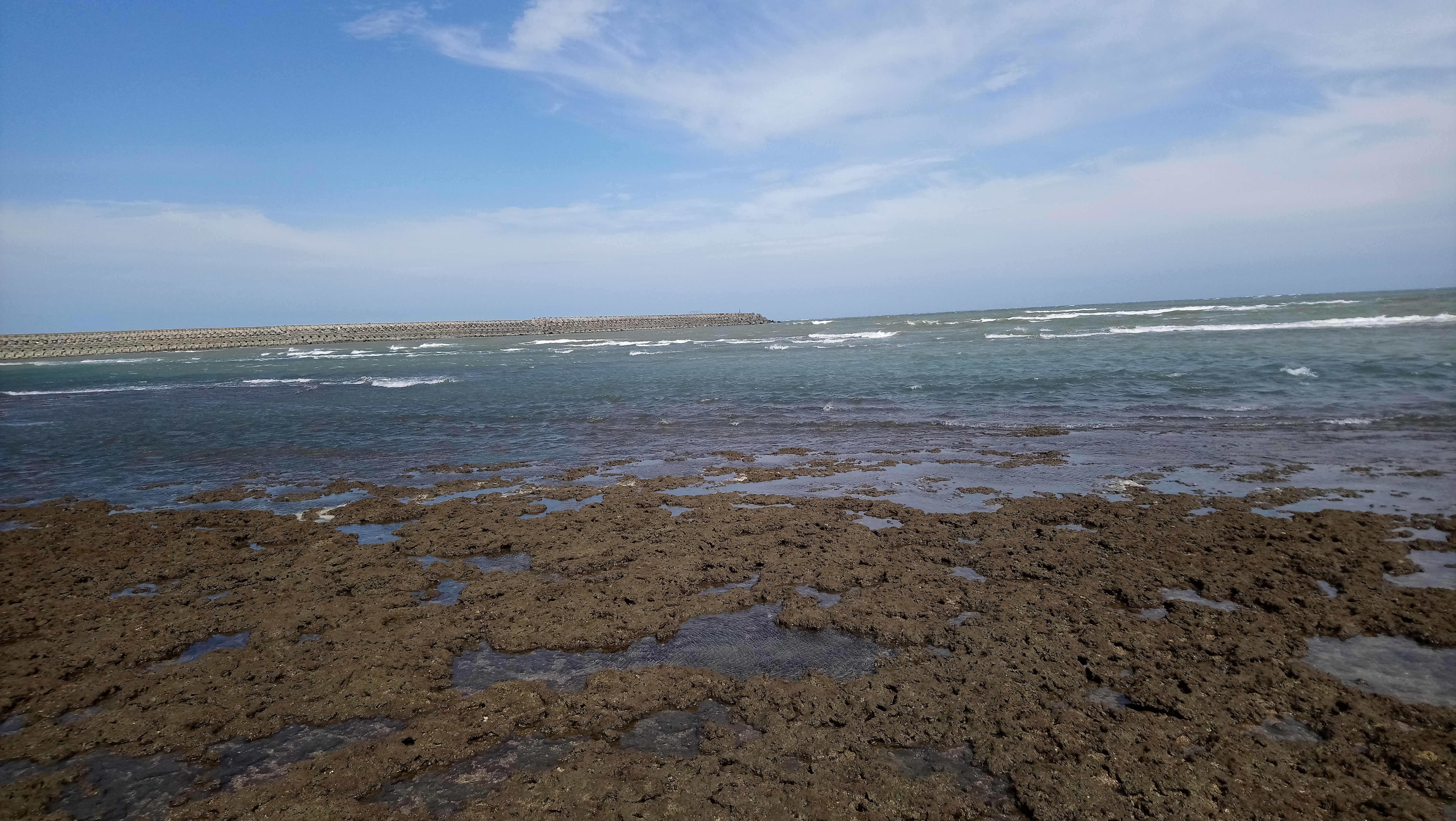
觀新藻礁

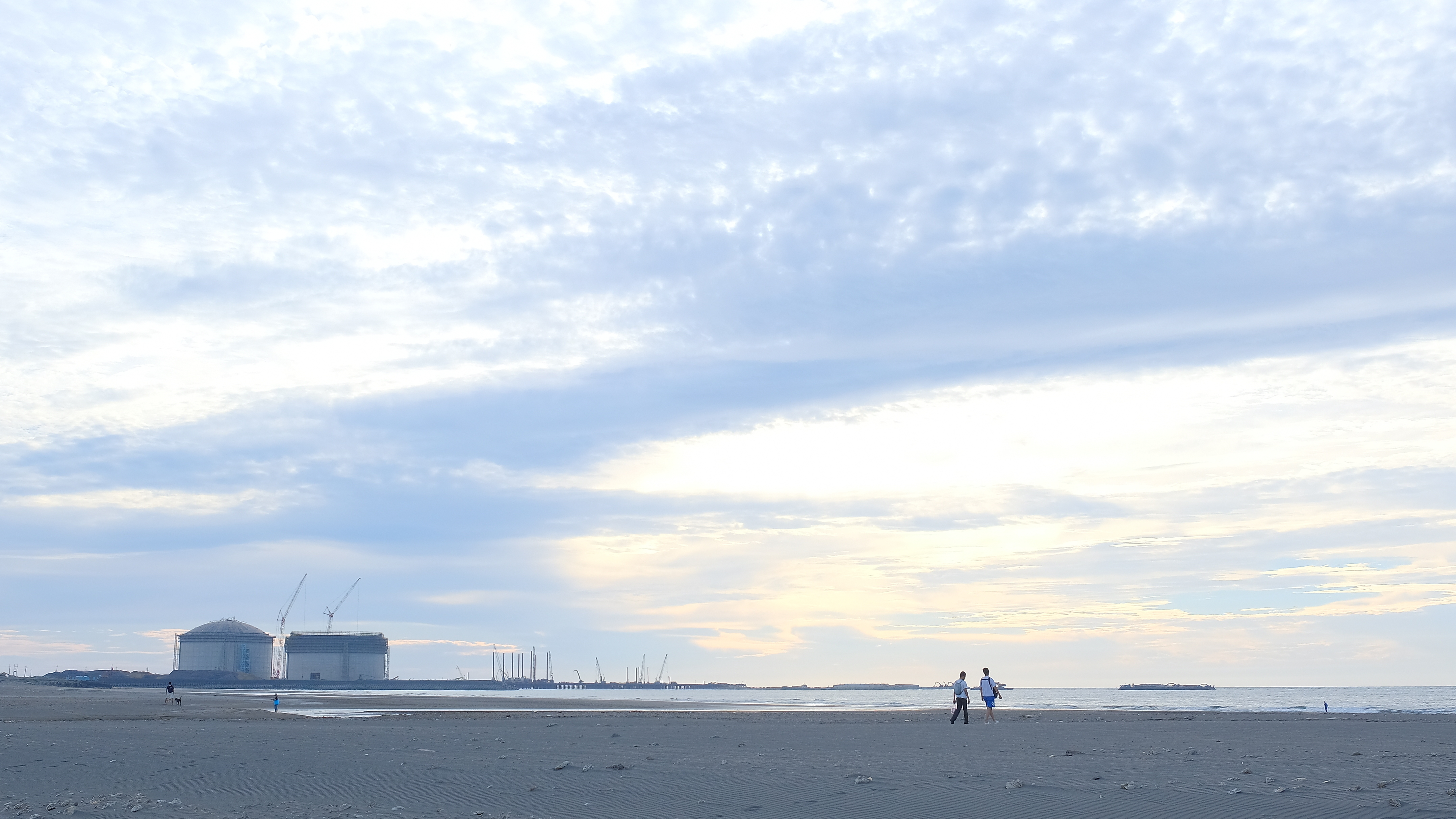
大潭電廠外海正在興建的觀塘液化天然氣接收站，簡稱三接。

在天然氣方面，為彌補燃煤及核能降低使用而出現的能源空缺，政府擬定讓天然氣在2025年屆時將成為台灣能源的最大宗佔比，達總發電量50%。為因應天然氣使用的升高，經濟部要求台電及相關能源公司準備對應措施，包括台灣中油公司正在進行中的臺中及永安接收站擴建計畫以及將建於大潭藻礁的第三天然氣接收站興建計畫。其中備受矚目的是已延宕多年的中油第三接收站的工程。三接首次被提出是由東帝士集團於1996年聯合中央投資、中華開發等公司組成東鼎液化瓦斯公司，並於1996年第一次通過環境評估，於2016由台灣中油以企業併購方式取得東鼎公司所有觀塘工業區開發權益。馬英九政府於2015年提出的方案中，計畫位於大潭電廠與觀新藻礁保護區旁的海岸興建天然氣接收站。2018年，行政院擬定重啟深澳燃煤發電廠以應對台灣能源短缺問題，引發民間反彈，認為重啟對深澳剛恢復的自然環境有巨大衝擊。時任行政院院長賴清德在立院被質詢時說若三接的環評通過便可考慮停止重啟深澳燃煤發電廠。最終，行政院環境保護署通過三接天然氣接收站的環境影響差異評估，也停止了深澳燃煤電廠的重啟。
2020年7月，身為環境保護人士的潘忠政因反對第三天然氣接收站興建於藻礁上，對當地千年而成的藻礁環境形成威脅，領銜提出珍愛桃園藻礁公投案。對於民間及環團的反對，行政院提出替代方案，將三接外推742公尺，之後又外推455公尺，總共1.2公里，並且從馬英九政府擬定的232公頃縮小至23公頃，希望環團能夠接受。對此，領銜的潘忠政認為，雖然佔據的藻礁面積降低，但是仍佔據了一些藻礁，且附近環境習習相連，若任意破壞一處對整體環境仍有影響，因此若不離開大潭藻礁都不可行。2021年2月時，這場公投獲得最大在野的國民黨的支持，而執政的民進黨則批評國民黨意圖趁機炒作核四重啟議題。同年3月，珍愛藻礁公投團體將逾70萬份連署書送中選會，並於5月27日正式成為全國性公民投票第20案。經濟部和中油動用許多資源宣傳三接不會傷害藻礁，卻在公投前夕被一張現場照片踢爆，引起與論嘩然。
行政院對藻礁公投意見書於2021年1月20日提出，內稱「工業港離岸約740公尺，…工業港範圍內未發現柴山多杯孔及殼狀珊瑚藻生存，…不影響沿岸流自然流動，得繼續供應潮間生態帶所需營養鹽」。經蔡英文總統與環團溝通，行政院於2021年5月3日宣布，擬將工業港再外推455公尺，離岸1.2公里 。

### 含萊克多巴胺豬肉進口政策
2020年8月28日，總統蔡英文終結14年禁止瘦肉精豬肉進口，宣布參考國際食品法典委員會0.01ppm（10ppb）基準於2021年1月1日正式開放進口含萊克多巴胺的豬肉肌肉及其脂肪。對於媒體詢問與民進黨過去的主張是否有雙重標準，蔡英文稱2012年國際標準尚未出爐前，確實對於含有萊克多巴胺的美牛與美豬進口有所保留，直到2012年7月國際標準出爐後，民進黨就調整立場會接受國際標準、科學證據來處理美牛及美豬問題
2020年12月24日，民進黨在立法院以人數優勢通過包括從2021年1月1日起開放含萊克多巴胺的豬肉進口、相關原產地標示規定以及台灣豬農不得使用瘦肉精等九項行政命令。
2020年9月23日，國民黨立委林為洲領銜提出禁止進口含萊克多巴胺豬肉的公投提案，2021年5月14日正式獲中選會通過成案。

### 公投脫鉤大選政策
2004年公投制度確立以來，台灣共進行涵蓋16項議題的四輪公投，均與地方首長、立法委員及總統選舉一同進行，其中2004年及2008年的六項公投案因投票人數未達選舉人數一半，即使同意票數多於不同意票數，仍被否決。
後來，民進黨政府於2017年修訂《公民投票法》，降低提案及聯署門檻。在2018年九合一選舉中，共有10項公投議案等待表決，創下歷史之最，但也因為部分議案準備時間不足，令選民難以充分消化，同時，投票期間大排長龍，直至深夜仍然無法開票完成，時任中選會主委陳英鈐引咎下台。
2019年，民進黨政府再度修訂《公民投票法》，設立「公民投票日」，正式讓公投脫離大選。然而，國民黨認為單獨設立投票日會降低投票率，形同將過去的「鳥籠公投」升級為「鐵籠公投」，再加上單獨公投會耗費大量成本，認為公投應該再度與大選合併，在2020年高雄市市長補選落敗後啟動「還我公投行動」，由時任國民黨主席江啟臣率領，革命實踐研究院院長羅智強擔任行動執行長。2021年5月14日，中選會宣佈公投綁大選正式成案，成為公投的第19案。
2018年11月18日，對於「重啟核四、公投綁大選、珍愛藻礁、反萊豬」四大公投將在12月18日舉行，中選會主委李進勇強調，2018年公投綁大選造成選務災難，全國選務人員都認為應該要脫鉤，選務機關本來僅能承擔100斤，但卻給200斤「沒死就好加在」，並稱公投綁大選像共伴效應。

## 公投工作進行程序
| 日期                     | 選務工作項目                     |
| ------------------------ | -------------------------------- |
| 2021年5月27日            | 發布公民投票公告                 |
| 2021年7月2日             | 發布改定投票日期公告             |
| 2021年8月8日             | 投票權人名冊編造完成             |
| 2021年11月8日            | 公告投票所設置地點               |
| 2021年11月13日至12月11日 | 辦理公民投票案意見發表會或辯論會 |
| 2021年12月14日前         | 公告投票權人人數                 |
| 2021年12月18日           | 投票、開票                       |
| 2021年12月24日前         | 審定公民投票結果                 |
| 2021年12月24日           | 公告公民投票結果                 |

## 連署
經中央選舉委員會點收、核對並審查之後，於2019年12月16日通過「核四商轉」成案，並於2021年5月17日通過「反瘦肉精豬隻」、「公投綁大選」以及「珍愛藻礁」等三案成立。
| 公告案次 | 領銜人 | 題目 | 連署人數 | 有效連署 | 有效連署 | 無效連署 | 無效連署 | 有效連署率 | 有效連署率 | 連署結果 |
| 公告案次 | 領銜人 | 題目 | 連署人數 | 數量     | %        | 數量     | %        | 基準人數   | %          | 連署結果 |
| -------- | ------ | --- | -------- | -------- | -------- | -------- | -------- | ---------- | ---------- | -------- |
| 17       | 黃士修 | 您是否同意核四啟封商轉發電？ | 375,417  | 307,903  | 82.02%   | 67,514   | 17.98%   | 19,311,105 | 1.59%      | 通過     |
| 18       | 林為洲 | 你是否同意政府應全面禁止進口含有萊克多巴胺之乙型受體素豬隻之肉品、內臟及其相關產製品？                                                                 | 528,460  | 461,594  | 87.35%   | 66,866   | 12.65%   | 19,311,105 | 2.39%      | 通過     |
| 19       | 江啟臣 | 你是否同意公民投票案公告成立後半年內，若該期間內遇有全國性選舉時，在符合公民投票法規定之情形下，公民投票應與該選舉同日舉行？                           | 522,816  | 456,100  | 87.24%   | 66,716   | 12.76%   | 19,311,105 | 2.36%      | 通過     |
| 20       | 潘忠政 | 您是否同意中油第三天然氣接收站遷離桃園大潭藻礁海岸及海域？（即北起觀音溪出海口，南至新屋溪出海口之海岸，及由上述海岸最低潮線往外平行延伸五公里之海域） | 704,397  | 643,371  | 91.34%   | 61,026   | 8.66%    | 19,311,105 | 3.33%      | 通過     |

## 各政黨主張
- ✔表示該政黨主張同意此提案。

- ✖表示該政黨主張反對此提案。

- ➖則為無明確表態。

- 各政黨以筆畫排序。

| 政黨       | 公投題目       | 公投題目         | 公投題目         | 公投題目       |
| 政黨       | 1.核四商轉公投 | 2.反萊豬進口公投 | 3.公投綁大選公投 | 4.珍愛藻礁公投 |
| ---------- | -------------- | ---------------- | ---------------- | -------------- |
| 中國青年黨 | ✔              | ✔                | ✔                | ✔              |
| 中國國民黨 | ✔              | ✔                | ✔                | ✔              |
| 台澎黨     | ✖              | ✖                | ✖                | ✖              |
| 臺灣民眾黨 | ➖             | ✔                | ➖               | ✔              |
| 台灣基進   | ✖              | ✖                | ✖                | ✖              |
| 民主進步黨 | ✖              | ✖                | ✖                | ✖              |
| 時代力量   | ✖              | ✔                | ✔                | ✔              |
| 新黨       | ✔              | ✔                | ✔                | ✔              |
| 台灣綠黨   | ✖              | ✖                | ✔                | ✖              |
| 親民黨     | ➖             | ✔                | ➖               | ➖             |

## 民意調查

### 核四商轉公投
| 日期       | 機構                                                        | 樣本數 | 參與投票% | 參與投票且投同意票% | 贊成%  | 反對%  | 其他% |
| ---------- | ----------------------------------------------------------- | ------ | --------- | ------------------- | ------ | ------ | ----- |
| 2021-12-15 | TVBS （页面存档备份，存于）                                 | 1,142  | 49％      | 23%                 | 41%    | 44%    | 14%   |
| 2021-12-09 | 皮爾森數據公司 （页面存档备份，存于）                       | 10,836 | 不適用    | 不適用              | 47.72% | 50.40% | 1.88% |
| 2021-12-08 | ETtoday新聞雲 （页面存档备份，存于）                        | 1,057  | 61.4%     | 27.81%              | 45.3%  | 48.6%  | 6.1%  |
| 2021-12-06 | TVBS （页面存档备份，存于）                                 | 1,020  | 47％      | 24%                 | 46%    | 42%    | 12%   |
| 2021-12-04 | 時代力量-1 （页面存档备份，存于）、2 （页面存档备份，存于） | 1,068  | 59.7%     | 22.81%              | 37.7%  | 51.8%  | 10.4% |
| 2021-11-30 | 十方民調 （页面存档备份，存于）                             | 1,068  | 53.3％    | 不適用              | 43.1%  | 37.8%  | 19.1% |
| 2021-11-30 | ETtoday新聞雲 （页面存档备份，存于）                        | 1,736  | 59.2％    | 27.11％             | 45.8%  | 46.6%  | 10.9% |
| 2021-11-30 | 台灣民意基金會 （页面存档备份，存于）                       | 1,078  | 49.6%     | 不適用              | 43.5%  | 45.9%  | 10.6% |
| 2021-11-29 | 美麗島電子報 （页面存档备份，存于）                         | 1,076  | 62.2％    | 不適用              | 37.8%  | 51.9%  | 10.4% |
| 2021-11-18 | ETtoday新聞雲 （页面存档备份，存于）                        | 1,757  | 59.5％    | 26.95％             | 45.3%  | 43.9%  | 10.9% |
| 2021-11-15 | 遠見民調 （页面存档备份，存于）                             | 1,130  | 不適用    | 不適用              | 48.1%  | 40.3%  | 11.7% |
| 2021-11-12 | TVBS （页面存档备份，存于）                                 | 1,004  | 40%       | 不適用              | 42%    | 45%    | 13%   |
| 2021-11-08 | ETtoday新聞雲 （页面存档备份，存于）                        | 1,866  | 不適用    | 不適用              | 48.9%  | 39.6%  | 11.5% |
| 2021-11-05 | 台北智會 （页面存档备份，存于）                             | 1,078  | 50.4％    | 不適用              | 32.7%  | 35.1%  | 32.2% |
| 2021-10-26 | 台灣民意基金會 （页面存档备份，存于）                       | 1,075  | 不適用    | 不適用              | 46.7%  | 41.7%  | 11.5% |
| 2021-04-27 | 台灣民意基金會 （页面存档备份，存于）                       | 1,021  | 不適用    | 不適用              | 43.5%  | 44.0%  | 3.5%  |
| 2021-03-29 | 美麗島電子報 （页面存档备份，存于）                         | 1,076  | 不適用    | 不適用              | 45.3%  | 39.7%  | 14.8% |
| 2021-03-10 | 今週刊 （页面存档备份，存于）                               | 1,068  | 不適用    | 不適用              | 38.3%  | 44.8%  | 16.9% |
| 2021-01-20 | 台灣指標民調 （页面存档备份，存于）                         | 1,069  | 不適用    | 不適用              | 45.3%  | 34.6%  | 20.1% |

### 反萊豬進口公投
| 日期       | 機構                                                        | 樣本數 | 參與投票% | 參與投票且投同意票% | 贊成%  | 反對%  | 其他% |
| ---------- | ----------------------------------------------------------- | ------ | --------- | ------------------- | ------ | ------ | ----- |
| 2021-12-15 | TVBS （页面存档备份，存于）                                 | 1,142  | 49％      | 24%                 | 46%    | 37%    | 17%   |
| 2021-12-09 | 皮爾森數據公司 （页面存档备份，存于）                       | 10,836 | 不適用    | 不適用              | 49.79% | 47.81% | 2.40% |
| 2021-12-08 | ETtoday新聞雲 （页面存档备份，存于）                        | 1,057  | 61.4%     | 34.38%              | 56.0%  | 37.6%  | 6.4%  |
| 2021-12-06 | TVBS （页面存档备份，存于）                                 | 1,020  | 47％      | 27%                 | 55%    | 33%    | 12%   |
| 2021-12-04 | 時代力量-1 （页面存档备份，存于）、2 （页面存档备份，存于） | 1,068  | 59.7%     | 30.98%              | 51.9%  | 38.9%  | 9.2%  |
| 2021-11-30 | 十方民調 （页面存档备份，存于）                             | 1,068  | 53.3%     | 不適用              | 54.5%  | 27.5%  | 18.0% |
| 2021-11-30 | ETtoday新聞雲 （页面存档备份，存于）                        | 1,736  | 59.2％    | 34.16％             | 57.7%  | 35.1%  | 7.2%  |
| 2021-11-30 | 台灣民意基金會 （页面存档备份，存于）                       | 1,078  | 49.6%     | 不適用              | 55.9%  | 36.5%  | 7.6%  |
| 2021-11-29 | 美麗島電子報 （页面存档备份，存于）                         | 1,076  | 62.2％    | 不適用              | 55.4%  | 37.9%  | 6.7%  |
| 2021-11-18 | ETtoday新聞雲 （页面存档备份，存于）                        | 1,757  | 59.5％    | 33.26％             | 55.9%  | 37.0%  | 7.0%  |
| 2021-11-15 | 遠見民調 （页面存档备份，存于）                             | 1,130  | 不適用    | 不適用              | 71.0%  | 22.5%  | 6.4%  |
| 2021-11-12 | TVBS （页面存档备份，存于）                                 | 1,004  | 40%       | 不適用              | 55%    | 32%    | 13%   |
| 2021-11-08 | ETtoday新聞雲 （页面存档备份，存于）                        | 1,866  | 不適用    | 不適用              | 57.8%  | 33.7%  | 8.5%  |
| 2021-11-05 | 台北智會 （页面存档备份，存于）                             | 1,078  | 50.4％    | 不適用              | 54.9%  | 25.4%  | 19.7% |
| 2021-10-26 | 台灣民意基金會 （页面存档备份，存于）                       | 1,075  | 不適用    | 不適用              | 68.1%  | 25.7%  | 6.3%  |
| 2021-05-25 | 台灣民意基金會 （页面存档备份，存于）                       | 1,082  | 不適用    | 不適用              | 64.0%  | 21.0%  | 15.0% |
| 2021-04-27 | 台灣民意基金會 （页面存档备份，存于）                       | 1,021  | 不適用    | 不適用              | 61.7%  | 30.5%  | 7.7%  |
| 2021-01-20 | 台灣指標民調 （页面存档备份，存于）                         | 1,069  | 不適用    | 不適用              | 64.4%  | 26.7%  | 8.9%  |
| 2020-09-28 | 美麗島電子報 （页面存档备份，存于）                         | 1,070  | 不適用    | 不適用              | 54.9%  | 27.6%  | 17.5% |

### 公投綁大選公投
| 日期       | 機構                                                        | 樣本數 | 參與投票% | 參與投票且投同意票% | 贊成%  | 反對%  | 其他%  |
| ---------- | ----------------------------------------------------------- | ------ | --------- | ------------------- | ------ | ------ | ------ |
| 2021-12-15 | TVBS （页面存档备份，存于）                                 | 1,142  | 49％      | 25%                 | 50%    | 38%    | 12%    |
| 2021-12-09 | 皮爾森數據公司 （页面存档备份，存于）                       | 10,836 | 不適用    | 不適用              | 49.18% | 46.91% | 3.92%  |
| 2021-12-08 | ETtoday新聞雲 （页面存档备份，存于）                        | 1,057  | 61.4%     | 29.17%              | 47.5%  | 44.2%  | 8.3%   |
| 2021-12-06 | TVBS （页面存档备份，存于）                                 | 1,020  | 47％      | 26%                 | 53%    | 35%    | 11%    |
| 2021-12-04 | 時代力量-1 （页面存档备份，存于）、2 （页面存档备份，存于） | 1,068  | 59.7%     | 27.94%              | 44.8%  | 42.9%  | 12.3%  |
| 2021-11-30 | 十方民調 （页面存档备份，存于）                             | 1,068  | 53.3％    | 不適用              | 50.2%  | 32.5%  | 17.3%  |
| 2021-11-30 | ETtoday新聞雲 （页面存档备份，存于）                        | 1,736  | 59.2％    | 31.38％             | 53.0%  | 40.9%  | 6.1%   |
| 2021-11-30 | 台灣民意基金會 （页面存档备份，存于）                       | 1,078  | 49.6%     | 不適用              | 47.5%  | 41.6%  | 10.9%  |
| 2021-11-29 | 美麗島電子報 （页面存档备份，存于）                         | 1,076  | 62.2％    | 不適用              | 46.1%  | 41.7%  | 12.3%  |
| 2021-11-18 | ETtoday新聞雲 （页面存档备份，存于）                        | 1,757  | 59.5％    | 32.67％             | 54.9%  | 38.1%  | 7.0%   |
| 2021-11-15 | 遠見民調 （页面存档备份，存于）                             | 1,130  | 不適用    | 不適用              | 49.7%  | 41.0%  | 9.2%   |
| 2021-11-12 | TVBS （页面存档备份，存于）                                 | 1,004  | 40%       | 不適用              | 50%    | 37%    | 13%    |
| 2021-11-08 | ETtoday新聞雲 （页面存档备份，存于）                        | 1,866  | 不適用    | 不適用              | 56.2%  | 34.2%  | 9.6%   |
| 2021-11-05 | 台北智會 （页面存档备份，存于）                             | 1,078  | 50.4％    | 不適用              | 52.8%  | 26.1%  | 21.2%  |
| 2021-10-26 | 台灣民意基金會 （页面存档备份，存于）                       | 1,075  | 不適用    | 不適用              | 57.4%  | 37.2%  | 8.4%   |
| 2021-04-27 | 台灣民意基金會 （页面存档备份，存于）                       | 1,021  | 不適用    | 不適用              | 50.8%  | 37.7%  | 11.5%  |
| 2021-01-20 | 台灣指標民調 （页面存档备份，存于）                         | 1,069  | 不適用    | 不適用              | 27.1%  | 58.8%  | 不適用 |

### 珍愛藻礁公投
| 日期       | 機構                                                        | 樣本數 | 參與投票% | 參與投票且投同意票% | 贊成%  | 反對%  | 其他% |
| ---------- | ----------------------------------------------------------- | ------ | --------- | ------------------- | ------ | ------ | ----- |
| 2021-12-15 | TVBS （页面存档备份，存于）                                 | 1,142  | 49％      | 23%                 | 42%    | 36%    | 22%   |
| 2021-12-09 | 皮爾森數據公司 （页面存档备份，存于）                       | 10,836 | 不適用    | 不適用              | 47.81% | 48.48% | 3.71% |
| 2021-12-08 | ETtoday新聞雲 （页面存档备份，存于）                        | 1,057  | 61.4%     | 28.12%              | 45.8%  | 40.8%  | 13.4% |
| 2021-12-06 | TVBS （页面存档备份，存于）                                 | 1,020  | 47％      | 20%                 | 39%    | 35%    | 25%   |
| 2021-12-04 | 時代力量-1 （页面存档备份，存于）、2 （页面存档备份，存于） | 1,068  | 59.7%     | 25.13%              | 39.5%  | 37.0%  | 23.5% |
| 2021-11-30 | 十方民調 （页面存档备份，存于）                             | 1,068  | 53.3％    | 不適用              | 41.1%  | 23.4%  | 35.5% |
| 2021-11-30 | ETtoday新聞雲 （页面存档备份，存于）                        | 1,736  | 59.2％    | 30.37％             | 51.3%  | 34.3%  | 14.3% |
| 2021-11-30 | 台灣民意基金會 （页面存档备份，存于）                       | 1,078  | 49.6%     | 不適用              | 42.3%  | 36.7%  | 21.1% |
| 2021-11-29 | 美麗島電子報 （页面存档备份，存于）                         | 1,076  | 62.2％    | 不適用              | 35.0%  | 41.1%  | 23.9% |
| 2021-11-18 | ETtoday新聞雲 （页面存档备份，存于）                        | 1,757  | 59.5％    | 28.56％             | 48.0%  | 37.7％ | 14.3% |
| 2021-11-15 | 遠見民調 （页面存档备份，存于）                             | 1,130  | 不適用    | 不適用              | 45.2%  | 28.3%  | 26.5% |
| 2021-11-12 | TVBS （页面存档备份，存于）                                 | 1,004  | 40％      | 不適用              | 37%    | 33%    | 30%   |
| 2021-11-08 | ETtoday新聞雲 （页面存档备份，存于）                        | 1,866  | 不適用    | 不適用              | 50.1%  | 35.8%  | 14.1% |
| 2021-11-05 | 台北智會 （页面存档备份，存于）                             | 1,078  | 50.4％    | 不適用              | 45.9%  | 18.7%  | 35.4% |
| 2021-10-26 | 台灣民意基金會 （页面存档备份，存于）                       | 1,075  | 不適用    | 不適用              | 47.7%  | 29.6%  | 22.8% |
| 2021-05-25 | 台灣民意基金會 （页面存档备份，存于）                       | 1,082  | 不適用    | 不適用              | 41.1%  | 27.5%  | 31.5% |
| 2021-04-27 | 台灣民意基金會 （页面存档备份，存于）                       | 1,021  | 不適用    | 不適用              | 50.1%  | 25.9%  | 23.1% |
| 2021-03-29 | 美麗島電子報 （页面存档备份，存于）                         | 1,076  | 不適用    | 不適用              | 47.9%  | 24.3%  | 27.7% |
| 2021-03-08 | TVBS （页面存档备份，存于）                                 | 818    | 29%       | 不適用              | 49%    | 27%    | 24%   |

## 公投結果
| 案次 | 領銜人 | 公投題目 | 同意      | 同意   | 不同意    | 不同意 | 無效票 | 投票人數  | 投票權人數 | 投票率 | 投票結果 |
| 案次 | 領銜人 | 公投題目 | 得票      | 占比   | 得票      | 占比   | 無效票 | 投票人數  | 投票權人數 | 投票率 | 投票結果 |
| ---- | ------ | --- | --------- | ------ | --------- | ------ | ------ | --------- | ---------- | ------ | -------- |
| 17   | 黃士修 | 您是否同意核四啟封商轉發電？ | 3,804,689 | 47.16% | 4,262,517 | 52.84% | 78,494 | 8,145,700 | 19,825,468 | 41.09% | 不通過   |
| 18   | 林為洲 | 你是否同意政府應全面禁止進口含有萊克多巴胺之乙型受體素豬隻之肉品、內臟及其相關產製品？                                                                 | 3,936,386 | 48.79% | 4,131,371 | 51.21% | 78,108 | 8,145,865 | 19,825,468 | 41.09% | 不通過   |
| 19   | 江啟臣 | 你是否同意公民投票案公告成立後半年內，若該期間內遇有全國性選舉時，在符合公民投票法規定之情形下，公民投票應與該選舉同日舉行？                           | 3,951,882 | 48.96% | 4,120,038 | 51.04% | 73,273 | 8,145,193 | 19,825,468 | 41.08% | 不通過   |
| 20   | 潘忠政 | 您是否同意中油第三天然氣接收站遷離桃園大潭藻礁海岸及海域？（即北起觀音溪出海口，南至新屋溪出海口之海岸，及由上述海岸最低潮線往外平行延伸五公里之海域） | 3,901,171 | 48.37% | 4,163,464 | 51.63% | 80,819 | 8,145,454 | 19,825,468 | 41.09% | 不通過   |

- 中央選舉委員會公告有效同意票未多於不同意票，公投結果為不通過。(以中央選舉委員會公告資料為準[68])

## 後續反應和影響
- 2021年12月18日，行政院院長蘇貞昌於公投結束後召開記者會，並於會中表示：公投是就事論事，與人和改組無關，他會繼續為國家做事。[69]新竹市喝好水公投通過後，新竹市政府將啟動訂立「廢污水管理自治條例」。[70]

- 反萊豬公投案被否決後，日本讀賣新聞和產經新聞認為台灣有可能解除對日本福島等五縣食品的進口管制。[71]民進黨立委郭國文表示：公投結果顯示台灣人民可接受科學根據和國際標準，台灣欲申請加入CPTPP，應當機立斷處理日食解禁問題。[72]日本自民黨外交部會長佐藤正久表示：日台執政黨預定於2021年12月24日召開第二次「二加二會議」，會中將討論包含日食解禁在內等經貿議題。[73]台日執政黨於該會中對於日食解禁議題，皆同意此為食安問題，應以科學依據和國際標準處理，與會雙方並未提及開放時間表。[74]2022年2月，中華民國政府正式宣布解禁福島五縣食品[75]。

- 2024年，國民黨立委羅智強要提案修正公投法，希望公投成案後要在1到6個月內舉行，恢復公投綁大選，提高公投投票率。中選會副主委陳朝建於2024年4月8日表示，「選務辦理，貴在於穩健循序漸進，考率2018年選務有一些亂象，期待穩定選務，也尊重立法院提案權責」」。[76] 國民黨立委羅智強則反擊，「中選會不要把自己的無能跟怠惰來當作阻擋公投的一個藉口，別的國家公投能進行跟大選可以合併進行，你台灣就不能？」[77]